# Live Phish Volume 4
Live Phish Volume 4 è un album dal vivo dei Phish, pubblicato il 18 settembre 2001 (insieme ai Volumi 1, 2, 3 e 5 della serie Live Phish) dalla Elektra Records.
Il concerto fu tenuto al Drum Logos Club di Fukuoka la sera del 14 giugno 2000.
All'epoca, i Phish si erano già costruiti una solida fama di live band negli Stati Uniti, e ogni loro concerto attirava decine di migliaia di spettatori. In Giappone, invece, la loro notorietà era molto più contenuta: questo concerto fu tenuto infatti in un piccolo club, davanti a qualche migliaio di persone e in un'atmosfera più intima. Il clima della serata è rispecchiato dalle due improvvisazioni Fukuoka Jam, di genere pacato e ambient. Fukuoka Jam #1, unita al finale del brano Twist, raggiunge quasi i 35 minuti.
Il concerto venne diviso in due successive uscite (o "set") e terminò con 2 bis.

## Tracce

### Disco 1
Primo set:
1. Carini
2. The Curtain
3. Cities
4. Gumbo
5. Llama
6. Fee
7. Heavy Things
8. Split Open and Melt

### Disco 2
Secondo set:
1. Back on the Train
2. Twist
3. Fukuoka Jam #1
4. Walk Away
5. Fukuoka Jam #2

### Disco 3
Continuazione del secondo set:
1. 2001

Eseguiti come bis:
1. Sleep
2. The Squirming Coil